# Max Bollwage
Max Bollwage (* 16. Oktober 1927 in Offenburg; † 8. August 2022 in Weissach im Tal) war ein deutscher Grafikdesigner, Schriftsetzer, Kalligraf, Briefmarkenkünstler, Lehrer und Autor.

## Leben
Nach dem Abitur und Studium arbeitete er in Hildesheim, Hannover, Wiesbaden und Berlin als Atelierleiter und Artdirektor in Werbeagenturen, einem Pharmakonzern und als Designer in Buch- und Zeitschriftenverlagen. Darüber hinaus war er auch als Briefmarkenkünstler tätig. Ab 1973 betrieb er ein Designbüro in Stuttgart. Bollwage war Lehrbeauftragter an Fachhochschulen und
hielt Vorträge und Gastvorlesungen.

## Schriften
- Typografie kompakt. Vom richtigen Umgang mit Schrift am Computer. Springer-Verlag GmbH, Heidelberg 2001.
- Buchstabengeschichte(n). Wissenschaftliche Buchgesellschaft, Darmstadt 2010.
- Mit der Feder, mit dem Pinsel, mit der Maus. Projekte-Verlag. Cornelius, Halle 2011.
- ABC mit Tieren. Projekte-Verlag. Cornelius, Halle 2011.